# آنجلا رابینسون
آنجلا رابینسون (انگلیسی: Angela Robinson؛ زادهٔ ۱۴ فوریهٔ ۱۹۷۱) یک کارگردان فیلم، کارگردان تلویزیونی، فیلم‌نامه‌نویس، تهیه‌کننده اهل ایالات متحده آمریکا است. وی از سال ۱۹۹۵ میلادی تاکنون مشغول فعالیت بوده‌است.

## فیلم‌شناسی
- هربی پرواز می‌کند (۲۰۰۵)
- خون حقیقی (۲۰۱۲)